# 京都大学大学院薬学研究科・薬学部
京都大学大学院薬学研究科（きょうとだいがくだいがくいんやくがくけんきゅうか、英語: Graduate School of Pharmaceutical Sciences, Kyoto University）は、京都大学大学院に設置される研究科の一つである。また、京都大学薬学部（きょうとだいがくやくがくぶ、英語: Faculty of Pharmaceutical Sciences, Kyoto University）は、京都大学に設置される学部の一つである。

## 概要
学部は基礎薬学や創薬科学関連の研究者育成教育を行う4年制課程（薬科学科）と、薬剤師職能教育を行うを6年制課程（薬学科）の2つの課程が設けられている。薬科学科の定員が65名であるのに対して薬学科が15名となっており、他の上位国立大学と同様、薬剤師養成のほか研究者育成にも力を入れている。

## 沿革
主な出典：外部リンクの公式ウェブサイト掲載の沿革のほか、薬学部・薬学研究科沿革を参照。
- 1939年（昭和14年）- 医学部に薬学科を新設。
- 1953年（昭和28年）- 京都大学大学院薬学研究科薬学専攻設置。
- 1960年（昭和35年）- 医学部薬学科が薬学部薬学科として独立。
- 1961年（昭和36年）- 製薬化学科設置。
- 1965年（昭和40年）- 薬学研究科製薬化学専攻新設。
- 1973年（昭和48年）- 薬学部附属薬用植物園設置。
- 1993年（平成05年）- 薬品作用制御システム専攻（独立専攻）新設。
- 1997年（平成09年）- 大学院重点化により、薬学専攻、製薬化学専攻、薬品作用制御システム専攻を創薬科学専攻、生命薬科学専攻、医療薬科学専攻に改組。薬学部の薬学科と製薬化学科を総合薬学科に統合。
- 1998年（平成10年）- 薬学部附属薬用植物園を大学院薬学研究科附属に移行。
- 1999年（平成11年）- 大学院生命科学研究科設置。
- 2006年（平成18年）- 薬学部の6年制課程の設置に伴い、総合薬学科を薬科学科（4年制）と薬学科（6年制）の2学科に改組。
- 2007年（平成19年）- 医薬創成情報科学専攻（独立専攻）新設。
- 2010年（平成22年）- 創薬科学専攻、生命薬科学専攻、医療薬科学専攻（修士課程）を薬科学専攻（修士課程）に改組。最先端創薬研究センター、統合薬学教育開発センター設置。
- 2012年（平成24年）- 創薬科学専攻、生命薬科学専攻、医療薬科学専攻（博士後期課程）を薬科学専攻（博士後期課程）に改組し、薬学専攻（4年制博士課程）を新設。
- 2022年（令和04年）- 創発医薬科学専攻（5年一貫制博士課程）新設[3]。

## 教育と研究

### 組織

#### 薬学部
- 薬科学科
- 薬学科

#### 薬学研究科
- 薬科学専攻（修士・博士後期課程）
- 薬学専攻（4年制博士課程）
- 医薬創成情報科学専攻（修士・博士後期課程）※2021年度まで
- 創発医薬科学専攻（5年一貫制博士課程）※2022年度から

#### 附属施設
薬学部附属
- 有機微量元素分析総合研究施設（元素分析センター）

薬学研究科附属
- 薬用植物園
- 統合薬学教育開発センター

## 同窓会
京都大学薬学部・大学院薬学研究科の卒業生・修了生ならびに現・旧教員、現職員、学生を主たる会員とする「京都大学薬友会」がある。